# リズバルク郡
リズバルク郡（ポーランド語:powiat lidzbarski、英語:Lidzbark County）は、北ポーランドのヴァルミア＝マズールィ県にある地方自治体。1998年の地方行政区画再編の結果、1999年1月1日に誕生した。郡都で最大の都市はリズバルク・ヴァルミニスキであり、県都であるオルシュティンの北38kmに位置する。もう一つの町であるオルネタはリズバルク＝ヴァルミニスキの西30kmに位置する。
郡は924.42km2の面積がある。2006年の統計で、郡全体の人口が43,006人である。

## 近隣の郡
北東部はバルトシツェ郡、南部はオルシュティン郡、南西部はオストルダ郡、西部はエルブロンク郡とブラニェヴォ郡に接している。

## 下位自治体
郡は5つの下位自治体に分割される。（1つの市、1つの町、3つの村）なお、人口順に並べてある。
| 名称                               | 種類 | 面積（km2） | 人口（2006年） | 中心地                              |
| ---------------------------------- | ---- | ----------- | -------------- | ----------------------------------- |
| リズバルク・ヴァルミニスキ         | 市   | 14.3        | 16,390         |                                     |
| グミナ・オルネタ                   | 町   | 244.1       | 12,701         | オルネタ                            |
| グミナ・リズバルク＝ヴァルミニスキ | 村   | 371.0       | 6,733          | リズバルク＝ヴァルミニスキ *        |
| グミナ・ルボミノ                   | 村   | 149.6       | 3,717          | ルボミノ                            |
| グミナ・キビティ                   | 村   | 145.4       | 3,465          | キビティ (ヴァルミア＝マズールィ県) |
| * グミナの一部ではない             |      |             |                |                                     |

## 参照
- ポーランド公式人口2006